# Nudo (botánica)

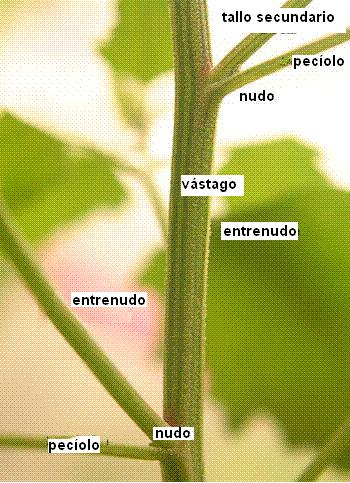
Arquitectura del tallo.

En Botánica, los nudos son zonas del tallo desde donde nacen las hojas. La porción de tallo que separa dos nudos se denomina entrenudo. Internamente, la organización de los tejidos en un nudo es diferente a la de un entrenudo, debido a que en los nudos existe la conexión del sistema vascular entre la hoja y el tallo.